# Gráfico de celosía

Gráfico de cuadrícula cuadrada

Gráfico de cuadrícula triangular

Un gráfico de celosía, gráfico de malla, gráfico de cuadrícula o gráfico de Trellis, es un tipo de gráfica para la representación de datos que combina varias gráficas simples en una retícula en la que comparten ejes y escalas. Están especialmente indicados para la visualización de datos de tipo multidimensional. Su nombre procede de la similitud de la distribución del contenido en la gráfica con las celosías usadas en la construcción.
Este gráfico es todo aquel cuyo dibujo, incrustado en algún espacio euclídeo R n, forma un mosaico regular. Esto implica que el grupo de transformaciones biyectivas que envía el gráfico a sí mismo es una celosía en el sentido teórico de grupo.
Normalmente, no se hace una distinción clara entre un gráfico de este tipo en el sentido más abstracto de la teoría de grafos y su dibujo en el espacio (a menudo el plano o el espacio 3D). Este tipo de gráfico se puede llamar más brevemente simplemente una celosía, malla o cuadrícula. Además, estos términos también se usan comúnmente para una sección finita del gráfico infinito, como en "una cuadrícula cuadrada de 8 × 8".
El término gráfico de celosía también se ha dado en la literatura a varios otros tipos de gráficos con alguna estructura regular, como el producto cartesiano de varios grafos completos.

## Gráfico de cuadrícula cuadrada
Un tipo común de gráfico de celosía (conocido con diferentes nombres, como gráfico de cuadrícula cuadrada) es el gráfico cuyos vértices corresponden a los puntos en el plano con coordenadas enteras, las coordenadas x están en el rango 1, ..., n, Las coordenadas y están en el rango 1, ..., my dos vértices están conectados por un borde siempre que los puntos correspondientes están a la distancia 1. En otras palabras, es un grafo de unidad de distancia para el conjunto de puntos descrito.

### Propiedades
Un gráfico de cuadrícula cuadrada es un producto cartesiano de gráficos , es decir, de dos gráficos de trayectoria con bordes n - 1 y m - 1. Dado que un grafo de trayectoria es un grafo mediano, el último hecho implica que el grafo de cuadrícula cuadrada también es un grafo mediano. Todos los grafos de cuadrícula son bipartitos, lo que se verifica fácilmente por el hecho de que se pueden colorear los vértices en forma de tablero de ajedrez.
Un gráfico de trayectoria también puede considerarse un gráfico de cuadrícula en la cuadrícula n veces 1. Un gráfico de cuadrícula de 2x2 es un gráfico de 4 ciclos.
Cada grafo plano H es menor de la cuadrícula h × h , donde {\displaystyle h=2|V(H)|+4|E(H)|}.

## Otros tipos
Un grafo de cuadrícula triangular es un grafo que corresponde a una cuadrícula triangular.
Un grafo de cuadrícula de Hanan para un conjunto finito de puntos en el plano se produce mediante la cuadrícula obtenida por las intersecciones de todas las líneas verticales y horizontales a través de cada punto del conjunto.
El grafo de la torre (el gráfico que representa todos los movimientos legales de una torre en un tablero de ajedrez) también se denomina a veces gráfico de celosía, aunque este grafo es estrictamente diferente al gráfico de celosía descrito en este artículo. Los movimientos válidos de la piezas de ajedrez mágica wazir forman el gráfico de celosía cuadrada.